# ネディリコ・ラブロヴィッチ
ネディリコ・ラブロヴィッチ（Nediljko Labrović、1999年10月10日 - ）は、クロアチア・スプリト出身のサッカー選手。FCアウクスブルク所属。ポジションはGK。

## クラブ経歴
2016年、NKユナク・シニというクラブでプロデビューを果たし、2021年にHNKシベニクを経てHNKリエカへと加入した。同年7月17日、HNKゴリツァとのリーグ戦で移籍後初出場を果たした。
2024年6月11日、FCアウクスブルクに5年契約で移籍した。

## 代表経歴
2021年5月16日、6月に行われるUEFAネーションズリーグを戦うクロアチア代表に初招集された。
2024年3月26日、エジプト代表との親善試合でフル代表デビューを飾った。
UEFA EURO 2024に選出